# Henrik Gahn
Henric Gahn el viejo (Falun, 1 de enero de 1747-Estocolmo, 6 de febrero de 1816) fue un médico y hermano de Johan Gottlieb Gahn. Después de Gahn, el botánico Georg Forster lo honró con el género Gahnia.

## Biografía
Gahn estudió de 1762, en parte bajo Linneo, en Upsala, donde en 1769 se convirtió en estudiante de medicina. Linneo, amigo de su padre, lo atendió con gran benevolencia al joven estudiante, que, como huésped de residencia de campo de Linneo Hammarby en el verano de 1766, elaborando su defensa de la tesis sobre fundamentos de los Agrostographiæ.
Entre 1770 a 1773 llevó a cabo, tras el paso con la licenciatura de Medicina, un viaje científico por Alemania, Países Bajos, Inglaterra y Escocia y atendió mientras tanto (1772) en Upsala para MD y fue nombrado ese mismo año, de los primeros médicos del Almirantazgo en escuadra de la flota, en Estocolmo, posición de la cual se despidió en 1789. Entre los años 1777 a 1790 se desempeñó como evaluador en el Collegium medicum. Y, en 1808, se convirtió en médico jefe en la Academia Militar de Karlberg. En 1793 se convirtió en miembro de la Academia.
Gahn fue uno de los médicos más ilustrados y reconocidos de Suecia. Tuvo éxito, entre otras cosas, después de muchos intentos en vano, en inocular en 1802 skyddskoppor en Estocolmo, donde transmite la vacuna después de varias ciudades en el reino, y en 1807 fue uno de los Sociedad Sueca fundadores s. En varias ocasiones, fue miembro de Gahn fines fitosanitarios comités que actúan. Escribió varios artículos en la Academia de las Ciencias y de los documentos de la Sociedad Médica y más.